# Numa Monnard
Numa Monnard (23 settembre 1918 – Losanna, 4 ottobre 2001) è stato un calciatore svizzero, di ruolo attaccante.

## Carriera

### Nazionale
Ha collezionato 15 presenze con la propria Nazionale.

## Palmarès

### Individuale
- Capocannoniere del Campionato svizzero: 1

1937-1938 (20 reti)